# BMI Film & TV Awards 1988
Die Verleihung der BMI Film & TV Awards 1988 war die dritte ihrer Art. Bei der Verleihung werden immer Arbeiten des Vorjahres ausgezeichnet. In der Kategorie Most Performed Song from a Film werden die jeweiligen Songkomponisten ausgezeichnet, es kann hier also Abweichungen von den Soundtrackkomponisten geben.

## Preisträger

### BMI Film Music Award
- La Bamba von Miles Goodman und Carlos Santana
- Lethal Weapon – Zwei stahlharte Profis von Eric Clapton und Michael Kamen
- Der Hauch des Todes von John Barry
- Nichts als Ärger mit dem Typ von Alan Silvestri
- Predator von Alan Silvestri
- RoboCop von Basil Poledouris
- Das Geheimnis meines Erfolges von David Foster
- Die Nacht hat viele Augen von Arthur B. Rubinstein
- Schmeiß’ die Mama aus dem Zug! von David Newman
- Die Hexen von Eastwick von John Williams (Oscar-Nominierung als beste Filmmusik 1988)

### Most Performed Song from a Film
- Feivel, der Mauswanderer von James Horner, Barry Mann und Cynthia Weil (für den Song Somewhere Out There)
- Mona Lisa von Tony Banks, Phil Collins und Michael Rutherford (für den Song In Too Deep)
- Stand by Me von Ben E. King, Jerry Leiber und Mike Stoller (für den Song Stand by Me)

### BMI TV Music Award
- Die Bill Cosby Show von Bill Cosby und Stu Gardner
- A Different World von Bill Cosby und Stu Gardner
- Family Ties von Jeff Barry und Tom Scott
- Golden Girls von Andrew Gold
- Growing Pains von Steve Dorff
- L.A. Law – Staranwälte, Tricks, Prozesse von Mike Post
- Matlock von Bruce Babcock und Artie Kane
- Das Model und der Schnüffler von Al Jarreau
- Harrys wundersames Strafgericht von Jack Elliott
- Wer ist hier der Boss? von Martin Cohan, Blake Hunter und Robert Kraft
- Wunderbare Jahre von John Lennon, Paul McCartney und W. G. Snuffy Walden